# Van Halen (album)
Van Halen je debutové album od americké hardrockové skupiny Van Halen, které bylo nahráno roku 1977 a v únoru 1978 ho vydalo vydavatelství Warner Bros. Records. Toto album se se svým prodejem víc než 10 miliónů nosičů v USA spolu s díly jako jsou Led Zeppelin od Led Zeppelin, Are You Experienced od Jimiho Hendrixe, Boston od skupiny Boston, Black Sabbath od Black Sabbath a Appetite for Destruction od Guns N' Roses' dostalo mezi nejúspěšnější hardrocková a heavymetalová debutová alba. Spolu s albem 1984 Van Halen vydali dvě edice studiových (nekompilačních) alb, která za svou prodejnost získala diamantové ocenění. Takovýto úspěch mají jen čtyři rockové skupiny: The Beatles, Led Zeppelin, Pink Floyd a Def Leppard. Roku 2003 bylo album časopisem Rolling Stone umístěno na 415. místo seznamu 500 nejlepších alb všech dob.
Na albu se nachází skladba „Eruption“, ve které Eddie Van Halen z hlediska perspektivy způsobu techniky hry na sólovou kytaru v masivní míře ovlivnil způsob hry mnoha dalších kytaristů hardrockového a heavymetalového žánru. Kadence sóla na konci skladby je všeobecně dávaná jako příklad pro virtuozitu kytarových sólových partů 80. let. Sólo navrhl dát na album producent Ted Templeman potom, co ho slyšel při rozcvičovaní se na nahrávání.

## Seznam sklaeb
Autory jsou Eddie Van Halen, Alex Van Halen, David Lee Roth a Michael Anthony krom uvedených výjimek.
| Strana 1 | Strana 1                                     | Strana 1   | Strana 1 |
| Pořadí   | Název                                        | Autor      | Délka    |
| -------- | -------------------------------------------- | ---------- | -------- |
| 1.       | Runnin' With the Devil (†)                   |            | 3:35     |
| 2.       | Eruption (†)                                 |            | 1:42†    |
| 3.       | You Really Got Me († / původně od The Kinks) | Ray Davies | 2:37     |
| 4.       | Ain't Talkin' 'Bout Love (†)                 |            | 3:49     |
| 5.       | I'm the One                                  |            | 3:46     |

| Strana 2 | Strana 2               | Strana 2  | Strana 2 |
| Pořadí   | Název                  | Autor     | Délka    |
| -------- | ---------------------- | --------- | -------- |
| 6.       | Jamie's Cryin' (†)     |           | 3:30     |
| 7.       | Atomic Punk            |           | 3:01     |
| 8.       | Feel Your Love Tonight |           | 3:42     |
| 9.       | Little Dreamer         |           | 3:22     |
| 10.      | Ice Cream Man          | John Brim | 3:19     |
| 11.      | On Fire                |           | 3:00     |

† označuje singl

## Obsazení

### Van Halen
- David Lee Roth – zpěv
- Eddie Van Halen – kytara
- Michael Anthony – basová kytara
- Alex Van Halen – bicí

### Výroba alba
- Ted Templeman – producent
- Donn Landee, Peggy McCreary, Kent Nebergall – technici
- Jo Motta – koordinátor projektu
- Dave Bhang – umělecký vedoucí
- Dave Bhang – design
- Elliot Gilbert – fotografie
- Jodi Cohen – sazba

## Žebříčky

### Album
Billboard (Severní Amerika)
| Rok  | Žebříček      | Pozice |
| ---- | ------------- | ------ |
| 1978 | Pop Albums    | 19     |
| 1984 | Billboard 200 | 117    |

### Singly
Billboard (Severní Amerika)
| Rok  | Singl                      | Žebříček    | Pozice |
| ---- | -------------------------- | ----------- | ------ |
| 1978 | „You Really Got Me“        | Pop Singles | 36     |
| 1978 | „Runnin' With the Devil“   | Pop Singles | 84     |
| 1978 | „Jamie's Cryin'“           |             |        |
| 1978 | „Ain't Talkin' 'Bout Love“ |             |        |

## RIAA certfikace
- Zlato: 24. května, 1978
- Platina: 10. října, 1978
- Multiplatina:
  - 22. října, 1984 (5x)
  - 1. února, 1989 (6x)
  - 29. září, 1993 (7x)
  - 11. července, 1994 (8x)
- Diamant: 7. srpna, 1996